# Kolonia Kuczaby
Kolonia Kuczaby [kɔˈlɔɲa kuˈt͡ʂabɨ] est un village polonais de la gmina de Sterdyń dans le powiat de Sokołów et dans la voïvodie de Mazovie, au centre-est de la Pologne.